# 俞德浚
俞德浚（1908年2月1日—1986年7月14日），原名俞季川，出生于北京，祖籍浙江绍兴，植物分类学家和园艺学家。

## 生平
1908年2月1日生于北京。母早亡，其父亲对他管教甚严。15岁时，考入北京师范学校，高中转入同校史地博物部，受老师影响对生物兴趣浓厚。1928年考入北平师范大学生物系（今北京师范大学），胡先骕为其老师，1931年毕业。

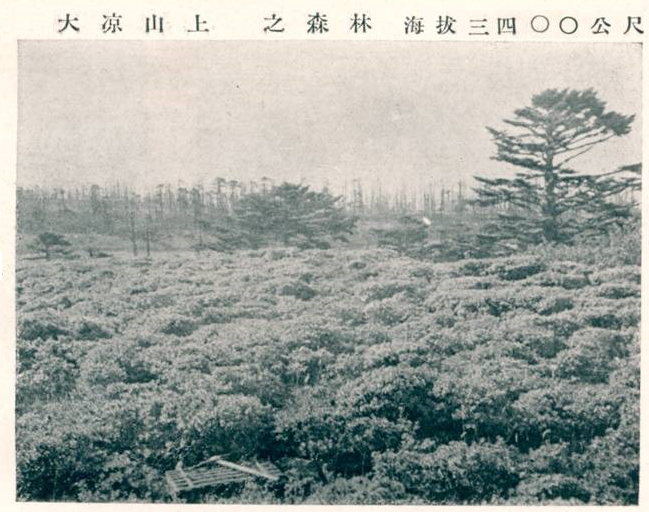
1932-1934年川西考察记录中的大凉山森林，常隆慶、施懷仁、俞德浚著《雷馬峨屏調查記問題回報》（中國西部科學院1935年出版）中的插图

毕业后就职于北平静生生物调查所，次年该所与哈佛大学阿诺德树木园合作，调查、采集四川的植物，故而俞德浚被派往四川北碚（今重庆北碚区）中国西部科学院任植物部主任。期间对川西北、川西和川西南的植物均进行了考察，采集了大量植物标本及种子、苗木等。1934年返回北平，整理四川所得成果，撰写了《四川植物采集记》、《四川雷马峨屏调查记》等论文。1937年，与英国皇家植物园和皇家园艺学会合作，采集云南高山植物种子，此次调查发现了许多新植物。两次调查共采集2万余号植物标本。七七事变后，静生生物调查所迁往云南，与云南省教育厅合作成立云南农林植物研究所，俞德浚任该所研究员、副所长。期间对蔷薇科、豆科、秋海棠科、山茶科等植物及云南植物资源、经济植物进行了深入研究。1947年，受英国皇家植物园资助，赴爱丁堡及伦敦皇家植物园为客座研究员，同时进修高等植物分类学、园艺学。期间成为国际茶花协会会员。

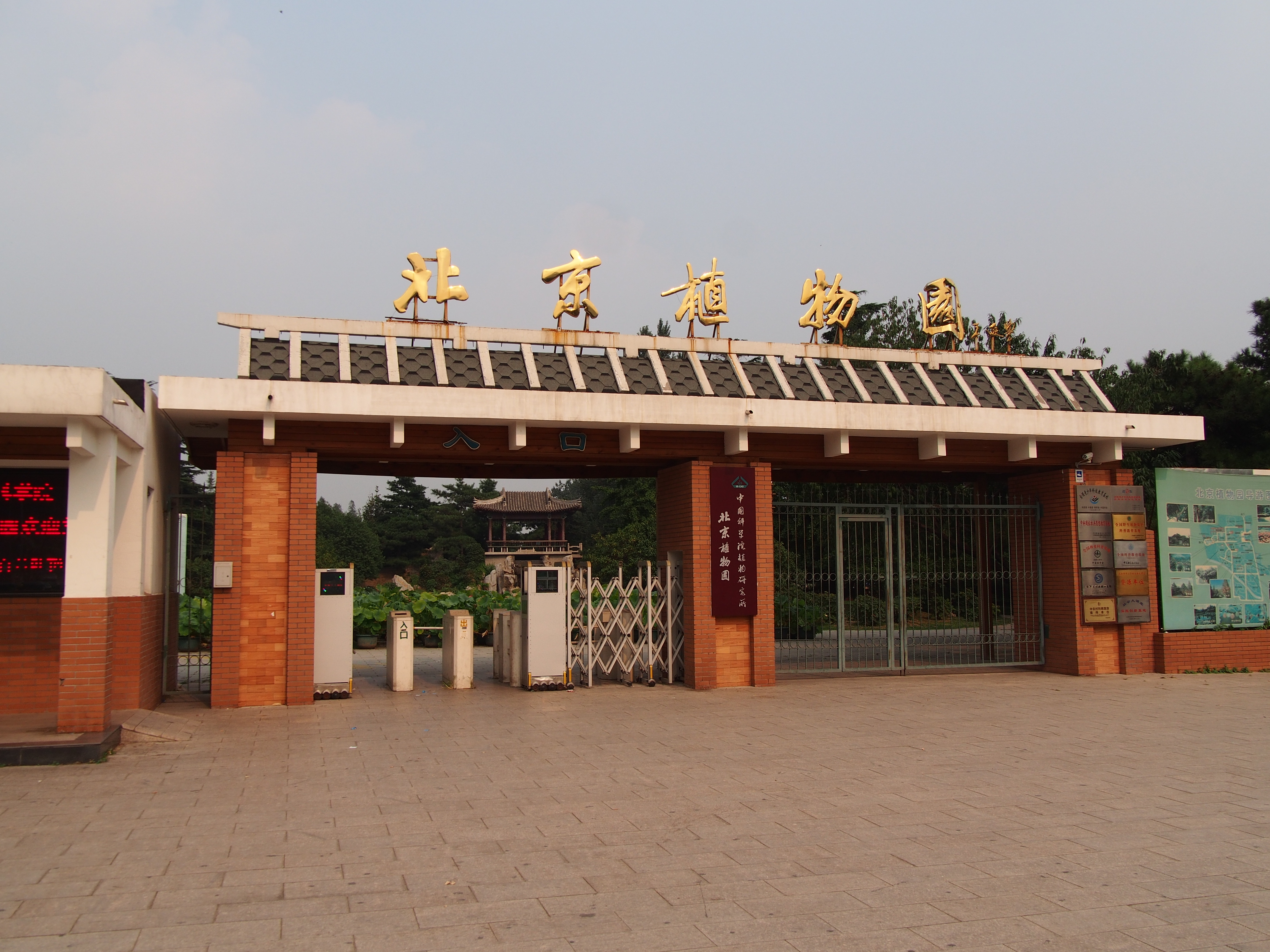
北京植物园，俞德浚主持该园工作30余年

1950年回国，于1952年加入九三学社。1956年加入中国共产党。担任中国科学院植物研究所研究员、副所长兼首任北京植物园主任。负责北京植物园的筹建，担任植物园主任近30年。1979年发表名著《中国果树分类学》。1980年当选为中国科学院学部委员（院士）。

### 编写《中国植物志》
1959年中国科学院成立《中国植物志》编委会，当时由钱崇澍、陈焕镛任主编，俞德浚为编委会委员之一，1978年至1980年为代主编，1981年后任主编，并负责执笔有关蔷薇科的第36、37、38三卷，这三卷分别于1974、1985、1986年出版。《中国植物志》全卷完成则要等到俞德浚逝世后的2004年。

## 头衔
- 1978年起任中国园艺学会第二、三届理事长
- 1978—1983年任中国植物学会副理事长兼秘书长
- 1978年起任《中国植物志》代主编、主编